# Gerhard Baustian
Gerhard Baustian (* 17. Januar 1927 in Lübz; † 9. Dezember 1988 in Strausberg) war ein deutscher Generalmajor der Nationalen Volksarmee der Deutschen Demokratischen Republik.

## Leben und Werdegang
Gerhard Baustian wurde als Sohn einer Arbeiterfamilie in Lübz, Kreis Parchim, geboren. Dort legte er das Abitur ab und erlernte von 1941 bis 1944 den Beruf eines Metallflugzeugbauers. 1944 kam er kurz zum Reichsarbeitsdienst, wurde noch im gleichen Jahr zur Wehrmacht eingezogen und war am Ende des Krieges Gefreiter der Luftwaffe.
Nach dem Krieg arbeitete er bis 1947 in Parchim als Mechaniker, danach nahm er bis 1948 an einen Lehrgang für Berufsschullehrer teil, arbeitete bis 1949 als Bürokaufmann und war schließlich bis 1952 Leiter des Volkseigenen Erfassungs- und Aufkaufbetriebs Parchim.

## Militärische Laufbahn

### Ausbildung und Verwendungen
Gerhard Baustian trat am 21. Februar 1952 als Freiwilligenbewerber in die bewaffneten Organe der DDR ein und wurde kurzzeitig Kursant an der VP-Dienststelle in Pirna.
Von 1952 bis 1954 war G. Baustian Hauptfachlehrer an der Fliegertechnischen Schule in Kamenz, der späteren OHS der LSK/LV. Dort wurde er Kandidat der SED und 1953 als Mitglied in die SED aufgenommen.
Im Jahre 1954 wurde er Oberingenieur im 3. Kommando des 2. Aeroklubs und 1956 Kettenkommandeur eines Fliegenden Verbandes in der 3. Fliegerdivision. Von 1957 bis 1959 wurde Gerhard Baustian als Staffelkommandeur im Fliegerausbildungsgeschwader 2 (FAG-2) eingesetzt und danach bis 1960 zum Kommandeur dieses Geschwaders berufen. Dann folgte eine Anschlussverwendung bis 1961 als Stellvertreter für fliegerische Ausbildung FAG-3. Von 1961 bis 1962 wurde er als Stellvertreter für fliegerische Ausbildung der Fliegerschule am Flugplatz Bautzen, der späteren Offiziershochschule für Militärflieger eingesetzt und Ende 1962 arbeitete er kurzzeitig als Kommandeur m. d. F. b. dieser Schule.
Von 1962 bis 1963 war G. Baustian dann wieder Stellvertreter für fliegerische Ausbildung der Fliegerschule in Bautzen.
Im Jahre 1963 wurde G. Baustian zum Kommando LSK/LV nach Strausberg versetzt und beim Stellvertreter Chef LSK/LV für Luftstreitkräfte als Abteilungsleiter Gefechtsausbildung (A-3) eingesetzt. Bis 1967 wurde er dann selbst auf den herausgehobenen Spitzendienstposten Stellvertreter Chef LSK/LV für Luftstreitkräfte berufen.
Von 1968 bis 1970 wurde er dann zur Generalstabsausbildung an die Militärakademie des Generalstabes der Sowjetischen Streitkräfte delegiert.

### Dienst als General
Nach seiner Rückkehr wurde Oberst Baustian von 1970 bis 1978 wieder Stellvertreter Chef LSK/LV für Luftstreitkräfte im Kommando LSK/LV. Am 1. März 1973 erfolgte seine Ernennung zum Generalmajor.
Anmerkung
Im Jahre 1981 ist die Bezeichnung dieses Dienstposten in Stellvertreter Chef LSK/LV und Chef für Ausbildung der Luftstreitkräfte geändert worden.
| Vorgänger: N.N (19.. –1970) | aktuelle Besetzung Oberst Gerhard Baustian (1970–1978) | Nachfolger: Oberst Klaus-Jürgen Baarß (1978–1988) |

Von 1978 bis 1984 folgte seine letzte Verwendung als Stellvertreter für Flug- und Fallschirmsprungausbildung beim Zentralvorstand der Gesellschaft für Sport und Technik. GenMaj Baustian wurde am 30. November 1984 in den Ruhestand versetzt.

## Orden, Ehrenzeichen und Auszeichnungen
- Vaterländischer Verdienstorden in Bronze
- 1975 Kampforden „Für Verdienste um Volk und Vaterland“ in Gold
- 1977 Ehrentitel Verdienter Militärflieger der Deutschen Demokratischen Republik
- Verdienstmedaille der Nationalen Volksarmee in Gold